# VTJ Vyškov
VTJ Vyškov (celým názvem: Vojenská tělovýchovná jednota Vyškov) byl československý vojenský klub ledního hokeje, který sídlil ve Vyškově v Jihomoravském kraji. Založen byl v roce 1978 po přesunu původní písecké VTJ do Vyškova. Největším úspěchem byla účast v 1. ČNHL začátkem osmdesátých let, kdy se klub těšil i z velmi pěkných návštěv. Mistrovská utkání tehdy navštěvovalo více než 1 500 diváků. Účast ve druhé nejvyšší soutěži neměla dlouhé trvání. Ale i v 2. ČNHL patřil Vyškov ke špičce. Návštěvy se v osmdesátých letech pohybovaly kolem 500 až 1 000 diváků, což byla přibližně třetina kapacity vyškovského zimního stadionu. Nedlouho po pádu komunismu padl i vojenský hokej ve Vyškově. Přesněji se tak stalo v roce 1993, kdy byla vyškovská druholigová licence i s hráči prodána do Kroměříže (v další sezóně vystupuje klub pod názvem HC Haná VTJ).
Své domácí zápasy odehrává na zimním stadionu Vyškov s kapacitou 3 000 diváků.

## Přehled ligové účasti
Stručný přehled
Zdroj: 
- 1978–1979: 2. ČNHL – sk. B (3. ligová úroveň v Československu)
- 1979–1981: 1. ČNHL – sk. B (2. ligová úroveň v Československu)
- 1981–1982: Jihomoravský krajský přebor (3. ligová úroveň v Československu)
- 1982–1983: 1. ČNHL – sk. B (2. ligová úroveň v Československu)
- 1983–1991: 2. ČNHL – sk. C (3. ligová úroveň v Československu)
- 1991–1993: 2. ČNHL – sk. D (3. ligová úroveň v Československu)

Jednotlivé ročníky
Zdroj: 
Legenda: ZČ – základní část, červené podbarvení – sestup, zelené podbarvení – postup, fialové podbarvení – reorganizace, změna skupiny či soutěže
| Československo (1978 – 1993) |                             |           |           |                                     |                             |
| Sezóny                       | Soutěž                      | Úroveň    | ZČ        | Play-off, nadstavba, sk. o udržení… | Poznámky                    |
| 1978/79                      | 2. ČNHL – sk. B             | 3. úroveň | 2. místo  |                                     | Reorganizace                |
| 1979/80                      | 1. ČNHL – sk. B             | 2. úroveň | 8. místo  |                                     |                             |
| 1980/81                      | 1. ČNHL – sk. B             | 2. úroveň | 12. místo | Skupina o udržení B (7. místo)      | Sestup                      |
| 1981/82                      | Jihomoravský krajský přebor | 3. úroveň | ?. místo  |                                     | Postup                      |
| 1982/83                      | 1. ČNHL – sk. B             | 2. úroveň | 10. místo | Skupina o udržení B (5. místo)      | Reorganizace                |
| 1983/84                      | 2. ČNHL – sk. C             | 3. úroveň | 7. místo  |                                     |                             |
| 1984/85                      | 2. ČNHL – sk. C             | 3. úroveň | 5. místo  |                                     |                             |
| 1985/86                      | 2. ČNHL – sk. C             | 3. úroveň | 5. místo  |                                     |                             |
| 1986/87                      | 2. ČNHL – sk. C             | 3. úroveň | 2. místo  |                                     |                             |
| 1987/88                      | 2. ČNHL – sk. C             | 3. úroveň | 3. místo  |                                     |                             |
| 1988/89                      | 2. ČNHL – sk. C             | 3. úroveň | 2. místo  |                                     |                             |
| 1989/90                      | 2. ČNHL – sk. C             | 3. úroveň | 3. místo  |                                     |                             |
| 1990/91                      | 2. ČNHL – sk. C             | 3. úroveň | 7. místo  |                                     | Změna skupiny               |
| 1991/92                      | 2. ČNHL – sk. D             | 3. úroveň | 3. místo  |                                     |                             |
| 1992/93                      | 2. ČNHL – sk. D             | 3. úroveň | 7. místo  |                                     | Prodej licence do Kroměříže |